# Alpinia ptychanthera
Alpinia ptychanthera là một loài thực vật có hoa trong họ Gừng. Loài này được K.Schum. mô tả khoa học đầu tiên năm 1899.